# 產前古柯鹼曝露
產前古柯鹼暴露 (英語：Prenatal cocaine exposure，PCE) 談的是孕婦在產前使用古柯鹼，而讓胎兒接觸到這種藥物，這種現象在1970年代被理論化。據推測，母親在懷孕期間使用古柯鹼，所產下的嬰兒在日後的生長和發育過程中，發生不同健康問題的風險會因而增加。
“快克寶寶（Crack baby）”這個名詞是用來描述在胎兒時接觸過快克古柯鹼（精煉古柯鹼，可加熱化為煙霧後吸用）的兒童；快克寶寶的概念在1980年代和1990年代的美國快克古柯鹼大流行期間出現。
其他的名詞還有“古柯鹼寶寶（cocaine baby）”和“快克小子（crack kid）”。早期研究報告說，在子宮內的胎兒接觸過快克古柯鹼的人會在情緒、精神、和身體上有嚴重殘疾情況；這種信念在科學界和非專業界中都很普遍。人們普遍擔心這一世代的快克寶寶長大後會給社會，以及社會服務帶來巨大壓力。後來的研究未能把早期認為PCE會造成嚴重的致殘後果予以證實；這些早期的研究在方法上存在缺陷（例如，樣本數量不足，以及混雜因素）。科學家們終於明白早期的研究發現可能被誇大。
對於母親在懷孕期間曾使用古柯鹼的人，日後並未發現任何特定的疾患或是狀況。針對6歲及以下此類兒童的研究，根據測試分數也未顯示PCE會對語言、生長、或發育有任何直接、長期的影響。PCE似乎對嬰兒生長幾乎沒影響。然而PCE與早產、先天性障礙、注意力不足過動症、和其他身體狀況有關聯。古柯鹼對胎兒的影響被認為與烟草相似，但比酒精的影響為輕。沒科學證據顯示快克古柯鹼和古柯鹼粉末兩者對胎兒造成的傷害會有差異。
研究PCE的影響有其困難，因為它通常會與多種其他因素共存，並非由單一因素造成，而可能把研究結果混淆。因此研究工作並未能清楚顯示PCE對於認知有負面的影響，部分原因是這種結果可能是幾種因素所共同造成。使用古柯鹼的孕婦，往往會同時使用其他藥物，或可能由於營養不良，並缺乏醫療衛生服務的結果。濫用古柯鹼的家庭中的兒童有遭受家庭暴力和忽視的風險，而在寄養家庭成長的兒童也會因家庭狀況不穩定而遭遇問題。經常與PCE相關的因素（譬如貧窮）對兒童的智力和學業能力的影響，要比單獨古柯鹼一項要大得多。因此研究人員難以確定哪些影響是來自PCE，哪些是來自兒童生活中的其他因素。

## 歷史背景

美國政府在1980和1990年代發布的海報，警告人們遠離快克古柯鹼。

在1980和1990年代，美國城市中使用古柯鹼的案例大增，造成所謂的快克古柯鹼大流行。在此期間，全國都擔心PCE會造就出一代有嚴重行為和認知問題的青年。在1980年代中期開始做的早期研究報告稱，孕婦在懷孕期間使用古柯鹼會導致兒童出現嚴重問題，包括認知、發育、和情緒方面的障礙。這些早期研究存在方法學的問題，包括樣本量小、混雜因素（包括營養不良，母親同時使用其他的藥物）。但是研究結果在新的向毒品宣戰政策背景下，引發廣泛的媒體討論。例如在1985年的一項研究顯示懷孕期間使用古柯鹼的有害影響，在媒體產生巨大的迴響。在快克古柯鹼和PCE的宣傳圍繞下，而創出快克寶寶的名詞。
通常媒體報導會強調在母親子宮內接觸到快克古柯鹼的嬰兒將永遠無法正常發育。報導說這些孩子不可避免會終生遭受身心殘疾之苦。因為這類嚴重殘疾的報導，有許多嬰兒因此被遺棄在醫院。這群人被預期無法與社會維持正常聯繫。專家預見到這類人會形成“生物下層階級”，是會掠奪社會其他人口的罪犯，這類嬰兒長大後，他們的犯罪率預計會上升（但實際上是下降）。預計這些孩子很難安撫、易怒、和好動，給學校系統造成壓力。華盛頓郵報的專欄作家查爾斯·克勞薩默在1989年寫道：“這群人將過著某種痛苦、可能的偏差、永遠自卑的生活。”當時波士頓大學校長約翰·西爾伯說，“這類快克寶寶……永遠無法達到擁有敬畏上帝意識的智力發展。”這些在生物學上把人貶低的主張很容易融入既有的社會階級和種族偏見概念。報導往往聳人聽聞，傾向最可怕的預測，並把懷疑論者拒之門外。
關於PCE的效果可能受到發表偏差的影響，隨著快克古柯鹼大流行出現，研究報告更會不成比例的報導更嚴重的結果。對於PCE的報告，認為它會產生顯著影響的研究，比那些認為沒顯著影響的更有可能被刊載。在1980年至1989年間，被小兒科研究協會接受的研究報告中，有57%表示古柯鹼對胎兒有影響，而只有11%表示沒有影響。其他因素。例如早產是產前接觸古柯鹼的嬰兒症狀並不“符合全國性恐慌的敘述”，而受到較少的關注。關於PCE會產生嚴重影響的想法可能更易被接受，因為它們“符合文化刻板印象”。
在當時古柯鹼被認為會傷害胎兒的機制是因為它是一種興奮劑，因此會破壞大腦中處理刺激部位的正常發育，而導致躁鬱症和注意力不足過動症等問題。從1980年代中期到90年代初的報告顯示人們擔心PCE與生長遲緩、四肢畸形、腎臟、泌尿生殖系統和消化道缺陷、神經損傷、小頭畸形、大腦皮質萎縮或囊腫、腦室出血、和阻塞中樞神經系統的血液供應等有關聯。
而在早期報告中說受到PCE影響的兒童將會罹患嚴重殘疾之後，有研究聲稱在母親子宮內接觸古柯鹼並不會有重要影響。幾乎所有早期被認為是直接由PCE引起的產前接觸併發症，後來都被發現是由混雜因素所引起，諸如孕產婦營養不良、使用其他藥物、重性抑鬱疾患、和產前護理不足等。最近科學界已經開始認識到PCE確實會產生一些重要影響，但它們不如早期預測般的嚴重。PCE的影響微妙，但確實存在。大多數在母親子宮內接觸古柯鹼的人都屬正常，或是近乎正常。

## 病理生理學

古柯鹼的分子甚小，得以穿越胎盤的屏障，進入胎兒的血液中。

古柯鹼是種小分子，能夠穿過胎盤而進入胎兒的血液循環。事實上古柯鹼在羊水中的濃度可能會比在母親血液中的濃度更高。胎兒的皮膚在懷孕的前24週能直接從羊水中吸收化學物質。古柯鹼存在母乳中，以此撫育的嬰兒會受到影響。受影響的程度取決於母親的藥物使用量、使用頻率、和胎兒發育階段。
古柯鹼會阻止攝取者對神經遞質（如多巴胺、血清素、和去甲腎上腺素）的再攝取。因此古柯鹼在突觸中停留的時間較長，導致交感神經系統興奮並引起壓力反應。古柯鹼使用者獲得欣快感覺的原因，很大程度上是由於它阻止血清素被釋放它的化學性神經元突觸重新吸收。懷孕期間婦女使用古柯鹼會同時對母親本身和胎兒產生負面影響，但人們對這種物質影響胎兒的方式知之甚少。古柯鹼暴露透過三種主要機制對胎兒造成傷害：改變大腦神經化學、改變某些基因的表達、以及收縮血管。參與胎兒大腦發育的神經遞質受到古柯鹼的影響，因此古柯鹼可能透過改變大腦單胺能系統的發育而直接影響到胎兒發育。古柯鹼影響胎兒發育的最重要方式是透過與多巴胺受體的結合。
另一種古柯鹼傷害胎兒的可能機制是透過干擾子宮的血液供應。古柯鹼會導致母親和胎兒的血管收縮（血管變窄），而可能造成胎兒缺氧。收縮血管會導致組織接收血流不足，造成細胞死亡，但古柯鹼在這方面的效果不如尼古丁般明顯。流向子宮的血流量減少，會限制氧氣和養分輸送給胎兒。古柯鹼也會收縮胎兒的血管，這可能與胎兒生長緩慢，和泌尿生殖系統、循環系統、消化系統、和肌肉骨骼系統發育異常有關聯。古柯鹼會引起母親血壓變化，這被認為是導致胎兒中風的原因；有項研究發現古柯鹼曝露嬰兒中有有6%曾發生過一次或多次中風。這種產前中風可能是導致有這類曝露的嬰兒在出生後發生神經系統問題的原因。血管收縮也會導致提前分娩，生出早產兒。另外古柯鹼被發現可增強子宮收縮，這可是另一個提高早產率的原因。子宮收縮力的增加也可能是導致胎盤早期剝離（胎盤從子宮壁剝離）增加的原因，均與PCE相關。

## 診斷
雖然可透過詢問的方式發覺婦女在懷孕期間是否使用過古柯鹼，但有時婦女並不會承認。可能的原因是他們害怕受到起訴，或是擔心孩子被帶走，但即使她們願意承認，其記憶也不一定精確，而難以確定古柯鹼的純度。檢測古柯鹼暴露更可靠的方法包括測試新生兒的頭髮或是胎糞。但對嬰兒頭髮做檢測, 可能有偽陽性的問題（參見偽陽性和偽陰性），而新生兒的頭髮可能不夠。新生兒的尿液也可用來檢測古柯鹼和其代謝產物，但必須在出生後立即採集，因為不知道這類標記物能在新生兒的尿液中存留多久。也可採集母親的尿液來檢測藥物，但如果使用藥物的時間太久遠，就有難度，而且無法確定藥物使用量或是頻率。這類測試通常只能檢測出在一週之前的使用。接受尿液檢查的母親會比較願意承認使用過古柯鹼，但仍有許多人會否認。孕產婦和新生兒的尿液測試都可能有偽陰性的結果。

## 影響和預後
研究有關PCE的影響，得到的結果包含廣泛，有人聲稱會導致嚴重和普遍的身體殘疾，有人發現特定的影響，有人則發現全無影響。使用藥物的特定時間、使用多少數量、使用多長期間、以及小孩出生後的護理方式，都是決定要素。在懷孕期的頭三個月使用古柯鹼對胎兒的神經和發育結果危害最大。目前對PCE兒童出生之後的後期的了解甚少；對5歲以上兒童產生影響的資訊很少。一些研究發現PCE相關的兒童身高和體重有差異，而其他研究則未發現。這些身高體重的差異通很小，或是在孩子上學時就消失。關於這類兒童有哪些方面需要協助，仍不清楚。PCE是否在這類兒童進入青少年時，其影響是否會增加，以及PCE在此發育期間的神經重新佈線中是否會強化影響，均不清楚。在2006年至2012年間曾對27項研究報告做審查，發現這類PCE兒童到青少年時，在認知發展上受到的影響是輕度至中度，但這些影響的實際重要性尚不清楚。
PCE兒童與與胎兒酒精症候群不同，並沒顯著特徵。PCE可能會影響大腦的結構和功能，讓兒童以後容易出現發育問題，或者這些影響可能會讓下一代有更高家庭暴力、無賴父母、和成為重性抑鬱疾患母親的風險。但當研究人員能確定PCE有影響時，影響通常會很小。

### 懷孕和分娩

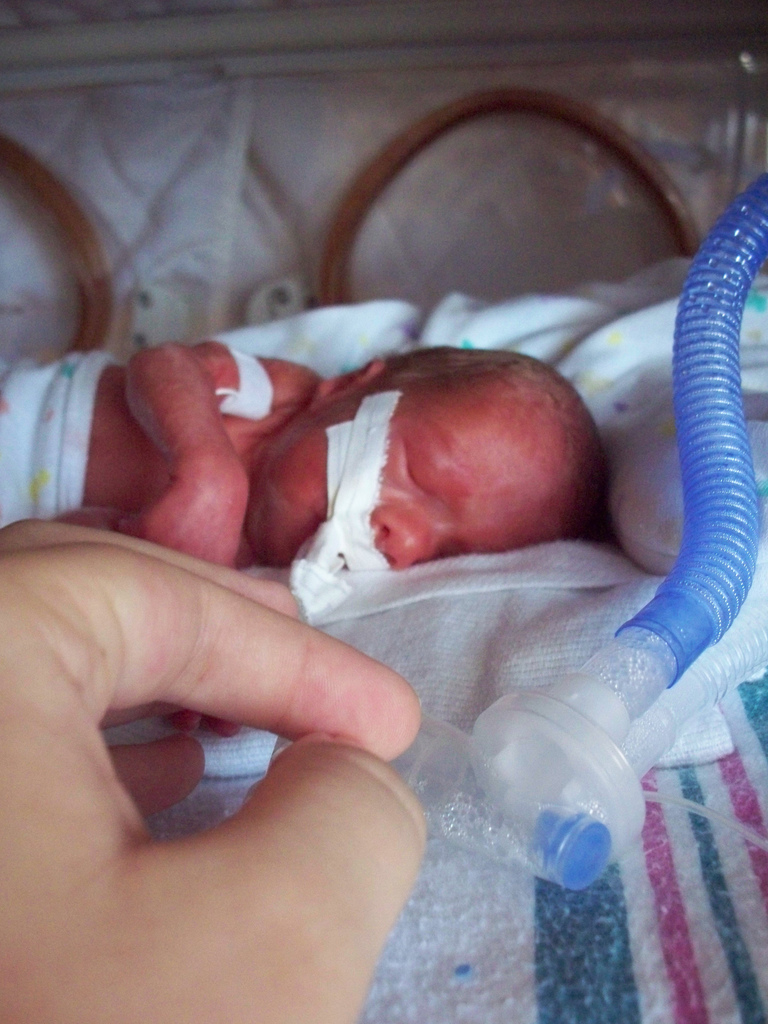
早產嬰兒

研究發現在剔除其他因素後，涉及PCE的影響有：胎盤早期剝離、早產、低出生體重、和與相同妊娠時間出生的嬰兒相比較，體型較小。PCE新生兒的頭型較小，身才較短小。當孕婦攝取的古柯鹼數量較多時，影響更為嚴重。有多達17-27%的古柯鹼使用孕婦會提前生產。早產嬰兒待在子宮內的時間縮短，出生體重會減少。此外，一些數據證明流產與古柯鹼使用有關聯。柯鹼會降低食慾，與孕婦在懷孕期間體重增加不足有關聯；此外，因為血管收縮會進一步限制輸送營養給胎兒。孕婦使用古柯鹼會增高母親以及胎兒維生素不足、新生兒呼吸窘迫症候群、以及嬰兒腸梗阻的風險。{{sfn|Doweiko|2008|p=241}早期報告提起古柯鹼曝露的嬰兒發生嬰兒猝死的風險很高；但產前暴露最終並不被當作是發生這種風險的因素。一些PCE兒童出現張力亢進（過度肌肉張力），並且在4到6週齡的嬰兒中發現有反射和運動功能降低的情況。
雖然在產前接觸過巴比妥類藥物或是海洛因等藥物的新生兒經常出現藥物戒斷症狀（新生兒戒斷症候群），但PCE的嬰兒不出現這種情況；這種症狀或可能是由其他因素如早產，或產前接觸到其他藥物而造成。

### 心理、情緒、和行為結果
研究顯示PCE嬰兒、兒童、和青少年的行為、認知、注意力、情緒和語言功能方面存在少量缺陷，但其他研究把這類人在認知發展上受到的負面影響歸因於混雜因素所造成。研究顯示，兒童成長的環境對認知、行為和其他結果，與產前古柯鹼暴露本身相比，會產生更重要的影響。年齡較大的兒童的學業表現受到的影響輕微。在智商研究中，PCE兒童的得分似乎並不會低於其他人。雖然PCE與較低的智商分數有關聯，但科學家們普遍認為，單獨PCE一項不會導致這種結果；而更有可能是由於相關因素所造成。在學齡以及更年幼的兒童中，研究發現PCE並未讓孩子的智力表現更差。如果測試未能把這個因素獨立考慮，則智商測試表現不佳實際上可能是由難以保持注意力所造成。
古柯鹼會導致胎兒大腦發育受損，這種影響在在懷孕期內大量使用古柯鹼，和長期使用時最為明顯。PCE被發現會影響嬰兒的認知表現，並影響言語、行為、身體和認知的發育以及功能。胎兒接觸的物質越多，對整體發育的影響就越大，而且對胎兒有致命的風險。增高的早產風險會影響到嬰兒的體重、身高、器官和大腦的發育，以及嬰兒曝露於這些有害物質的風險。使用諸如磁共振成像 (MRI) 和功能性磁振造影（FMRI ）等神經成像技術的研究，顯示PCE兒童的大腦結構，例如大腦皮質和邊緣系統和一般兒童存在差異。那些在胎兒時期大腦發育緩慢的PCE兒童，出生之後在大腦發育受損、運動、語言和注意力有問題的風險較高。研究也發現，這類兒童會遇到語言、行為、發育和注意力問題。 然而影響很小，尤其是研究把其他因素（如接觸其他藥物）排除之後。PCE可能是對大腦區域（如前額葉皮質）發生影響，而影響到認知和注意力的技能。大腦額葉中負責處理壓力、注意力和衝動的區域似乎特別會受到PCE的影響，神經影像研究顯示大腦這些區域出現異常就是證明。PCE嬰兒會表現得較緊張不安、易激動、喚起、和自制力較低，這種行為缺陷到他們12月大的時候會維持，或是惡化。母親在懷孕期間使用古柯鹼的孩子可能會發展出類似注意力不足過動症的症狀，而這項症狀被發現與PCE之間存在聯繫。在較年長的PCE兒童中有輕度的語言缺陷出現。語言發育受損的情況可能會持續到青少年時期的後期，但到17歲時，他們的接收語言能力可能會改進。
證據顯示PCE會導致個體日後行為和持續注意力的問題，可能是因為胎兒發育過程中大腦易受毒素影響的緣故。在學齡的PCE兒童不易節制自己的行為和維持注意力。在PCE中曝露高劑量古柯鹼的兒童的行為抑制能力，低於曝露水準低，或是沒曝露的兒童。由PCE引起的行為和注意力的變化可透過標準化的量表來衡量，但這些行為影響似乎並不強烈。在懷孕的頭三個月接觸古柯鹼的兒童，其社交能力較差、較孤僻、會表現出較多多的焦慮和抑鬱行為。據報導，曾接觸高劑量古柯鹼的兒童會表現出攻擊性和破壞性行為。有PCE的女孩，發生犯罪行為問題的可能性比沒此問題的高出7倍，但有PCE的男孩發生問題的可能性並不比其他男孩高。在2000年代和2010年代對PCE青少年做研究，看他們是否更容易使用古柯鹼、酒精、和大麻，但所得結果互相衝突。在2010年所做的一項研究發現，PCE少女與未接觸過PCE的同齡人相比，更容易罹患焦慮症。

### 身體狀況
PCE胎兒的生長緩慢有完整記錄可查，但尚不清楚年齡較大的兒童是否會維持較小體型，或是趕上同齡人。有些研究顯示，生長緩慢的狀況會維持長達10年。PCE可能會干擾運動系統的成熟 。紀錄中在運動方面的影響，包括有嬰兒的反射和運動品質較差。PCE可能會對神經內分泌系統產生影響，但需要更多的研究來確定它是否有影響，以及影響的內容。
文獻審查的報告說，古柯鹼使用導致先天性障礙的發生率在15%到20%之間；然而另有一項大規模研究發現 PCE和非PCE嬰兒的出生異常率並沒差異。有建議認為先天性障礙是由血管生長遭到損害有關。大多數與PCE相關的先天性障礙發生在大腦、心臟、泌尿生殖系統、手臂、和腿部。孕婦使用古柯鹼可能直接或間接導致循環系統形成缺陷，並與主動脈發育異常有關聯。而在心臟畸形方面，可能包括缺少心室和心臟隔膜缺陷，並可能導致致命的充血性心臟衰竭發生。有PCE狀況的個體，其生殖器畸形發生率高於正常水準。肝臟和肺臟的畸形發生率也較高。顱縫線封閉過早是種先天性畸形，會導致大腦變形，出現腦積水，也與PCE有關聯。頭部尺寸過小和中風，與先天性障礙一樣，也是與PCE有關的風險。

## 流行病學
在所有古柯鹼使用者中，育齡婦女的佔比為15–17%。估計在已開發國家中有0.6%至3%的孕婦使用古柯鹼。美國有項在1995年所做的調查發現，每年有30,000到160,000的PCE案例有項估計，每年在美國有100,000名嬰兒出生前曾在子宮內接觸過古柯鹼。估計美國有750萬PCE兒童。在美國城市地區，社會經濟地位較低的孕婦更常使用古柯鹼。但實際的孕婦使用古柯鹼盛行率則不得而知。

## 法律和道德問題
PCE對兒童造成的傷害會影響到公共政策和法律。美國有些州對使用藥物孕婦的指控的罪名包括使用致命武器襲擊、玷污未成年人、過失殺人、虐待兒童以及提供藥物給未成年人。但這類指控在法庭上普遍遭到駁回，理由是胎兒在法律上不能作為兒童對待。在1985年至2001年間的美國30多個州，共有200多名婦女因在懷孕期間使用藥物而遭到起訴。在南卡羅來納州，一名婦女在妊娠晚期使用古柯鹼，當時她的孩子出生時體內含有古柯鹼代謝產物而被判處8年監禁。南卡羅來納州最高法院維持原判。截至2013年，除一名懷孕期間使用藥物的婦女被判有罪之外，其餘被起訴的都在上訴中獲得勝訴。
從1989年到1994年，在公眾強高漲抗議古柯鹼寶寶的情緒中，南卡羅來納醫科大學對孕婦進行古柯鹼檢測，並將檢測結果呈陽性者提報給警方。美國最高法院在2001年裁定這種做法違憲。一些倡導者認為把懲罰使用快克古柯鹼孕婦作為治療成癮的手段，是侵犯這些婦女的隱私權。根據研究，孕婦害怕遭受起訴及出生嬰兒被帶走，與拒絕尋求產前護理或醫療有關聯。
一些非營利組織的目標是通過生育控制來預防PCE。其中一項名為Project Prevention的倡議為古柯鹼成癮的女性提供經費，以激勵她們接受長期生育控制，經常導致做絕育手術，這種做法被認為是優生學的行為，而引起公眾強烈抗議。

## 社會污名
產前接觸過快克古柯鹼的孩子在嬰兒和學齡兒童時期會背負社會污名；一些專家表示“快克寶寶”的污名比PCE傷害更大。教師受到這些文化刻板印象的影響；偏見可能對兒童的教育產生負面影響，被污名化。知道特定兒童曾有PCE的經驗的老師可能會預期這些兒童具有破壞性和發展障礙。這類兒童可能被知情者取笑，而有類似問題的兒童可能被醫生或其他人誤診為由PCE所造成，而真正的問題可能是由疾病或虐待等別種因素所造成。
對於古柯鹼的社會污名也讓在PCE的研究複雜化；研究人員工作時，會意識到他們的發現會產生政治上的後果。此外，對“快克寶寶”有無計可施的感知，而可能導致研究人員會忽略早期干預可能對這些人有助益。這種社會污名可能會成造成自證預言的結果。

## 研究

### 混雜因素
許多在早期研究中被認為與產前接觸古柯鹼有關的影響，實際上部分或全部是其他因素所產生，例如接觸其他物質（包括烟草、酒精、或是大麻），或是小孩成長的環境所造成。
PCE很難研究，因為多種因素可能會把結果混淆：產前和產後護理可能不佳、懷孕母親和孩子可能營養不良、母親服用的古柯鹼數量不一、除古柯鹼之外，母親可能會使用其他的藥物、檢測儀器可能不夠靈敏和檢測出的結果可能保存時間不長。研究在如何定義懷孕期間使用大量或少量藥物方面，以及他們所關注的懷孕暴露時間段（例如早期、中期或是晚期）會有差異。母親使用藥物讓孩子暴露於有毒或其他危險環境的風險中，而除這些風險因素之外，PCE並不大會帶來其他的風險。PCE會與兒童的其他風險因素糾結，例如身體虐待和忽視、家庭暴力以及產前接觸其他物質。而眾人皆知這些環境因素與PCE一樣，也會對兒童產生不良影響。大多數在懷孕期間使用古柯鹼的婦女，也會使用其他藥物；一項研究發現，使用古柯鹼或是鴉片劑的人之中，有93%也會使用烟草、大麻、或是酒精。當研究人員控制其他藥物的使用時，許多看似受到古柯鹼對頭部尺寸、出生體重、阿普伽新生兒評分狀況、以及早產的影響就消失了。
對於任何物質成癮（包括快克古柯鹼）都會成為虐待兒童或是兒童忽視的風險因素。快克成癮像其他成癮一樣，會分散父母對孩子的注意力，造就漫不經心的父母。母親持續吸毒一次，在嬰兒出生時就難以形成正常的親子聯結，他們與嬰兒互動時往往展現出冷漠、不熱情和平淡的舉止。相對的在低壓力環境和關心的照顧，會對孩子的大腦產生保護的效果，而對PCE的負面影響產生潛在的補償。許多藥物使用者並未得到產前護理，原因很多，包括他們可能不知道自己已經懷孕。許多快克成癮者者根本沒得到任何醫療護理，而且飲食極差，生活在藥物使用者周圍的兒童有吸入二手煙的風險。使用古柯鹼的母親也有遭受較高的感染性傳染病（例如人類免疫缺陷病毒（HIV）和肝炎）的風險。
在某些情況下，尚不清楚是否PCE的結果會直接導致行為問題，或是否直接由環境因素所造成。例如兒童因為經常有照顧者更動，而造成兒童有較多的行為問題，或者可能是因為PCE導致兒童行為問題，而導致照顧者經常更換。其他讓研究PCE變得困難的因素包括：母親不願據實以告自己使用藥物的歷史、街頭毒品劑量的不穩定和參與調查使用者的高流失率。

### 動物模型
使用動物模型，可解決由於混雜因素的涉入，而產生結果不確定的問題；這些模型讓實驗者研究特定劑量和時間能產生的影響。研究時以小鼠、其他嚙齒目動物，和靈長目動物作為對象。然而不同物種的生理和妊娠時間之間的差異意味從這些動物身上的發現可能不適用在人類身上。小鼠、實驗大鼠和兔子的妊娠時間較短，因此實驗者必須在它們出生後持續給藥，密切模擬人類妊娠模式；然而這會引入更多差異。動物和人類的代謝藥物速率不同，在動物中高度致畸的藥物不見得會對人類有相同的效果，反之亦然。動物不能用於測量僅在人類中所具有的推理等能力。在各種物種的研究中發現古柯鹼會影響大腦結構、功能和化學，並導致分子、細胞和行為的長期變化。動物模型研究顯示古柯鹼具有穿越胎盤和體內血腦屏障的能力。這是古柯鹼可影響大腦、身體功能和整體健康的另一個例子。雖然動物模型得到的結果，因為人類的功能不同，而在某些方面對人類並不可靠，但這項測試特別讓我們了解孕婦在懷孕期間使用古柯鹼可能對胎兒造成的損害程度。在對懷孕大鼠的研究中，注射古柯鹼與注射尼古丁比較，對細胞造成的傷害較小，並且在施用藥劑之間恢復較快。曾經有產前暴露於古柯鹼的成年大鼠在學習、記憶和運動技能方面存在缺陷，並且在多巴胺處理中產生異常。動物研究還顯示雄性在精子形成時期使用古柯鹼後，所生出的後代可能在腦部發育以及神經行為發育方面仍會因表觀遺傳學的機制而受到影響。